# 福永莞爾
福永 莞爾（ふくなが かんじ、1937年6月14日 ｰ ）は、日本の音響監督、演出家である。

## 来歴・人物
1962年、早稲田大学第二文学部文学科演劇専修卒業。吹き替えの創生期から活躍するベテランであり、現在も現役で活動している。近年は映像テクノアカデミアで講師を務めている。
趣味はヨット。
演出作品について、新人抜擢や吹き替えでは名前が知られていない役者を起用することが多く、後に「育てるのがお好きだったのかもしれない」と評されている。

## 主な参加作品

### 日本語吹替演出

#### 映画
- アイス・ストーム
- アガサ・クリスティー/サファリ殺人事件
- 悪魔の棲む家
- アミスタッド
- アルマゲドン（ソフト版）
- イーオン・フラックス
- イヴの総て（テレビ東京版）
- インディ・ジョーンズ シリーズ
  - レイダース/失われたアーク《聖櫃》（ソフト版2）
  - インディ・ジョーンズ/魔宮の伝説（ソフト版2）
  - インディ・ジョーンズ/最後の聖戦（ソフト版2）
  - インディ・ジョーンズ/若き日の大冒険 ジャッカルの呪い
  - インディ・ジョーンズ/若き日の大冒険 孔雀の眼の秘宝
- インデペンデンス・デイ（テレビ朝日版）
- ウエスト・サイド物語（新TBS／WOWOWノーカット版[5]）
- ウェールズの山
- エイリアン シリーズ
  - エイリアン（テレビ朝日版）
  - エイリアン2（テレビ朝日版、テレビ朝日版特別編）
  - エイリアン3（テレビ朝日版）
- 俺たちニュースキャスター
- ガス燈（東京12ch版）
- グッドモーニング, ベトナム（フジテレビ版）
- グラディエーター（テレビ朝日版）
- グレムリン（テレビ朝日版）
- グレムリン2 新・種・誕・生（テレビ朝日版）
- クロコダイル・ダンディー（フジテレビ版）
- クロコダイル・ダンディー2（フジテレビ版）
- ケープ・フィアー（ソフト版）
- ゲッタウェイ（テレビ朝日新版）
- ザ・シークレット・サービス（ソフト版）
- シャッター アイランド
- スピード（ソフト版）
- スピード2（ソフト版）
- ダイ・ハード（機内上映版）
- ダイ・ハード3（ソフト版）
- ドリームガールズ
- ネバーエンディング・ストーリー シリーズ（テレビ朝日版）
- プライベート・ライアン（テレビ朝日版）
- ホーム・アローン（ソフト版、テレビ朝日版）
- ホーム・アローン2（ソフト版、テレビ朝日版）
- ホーム・アローン3（ソフト版）
- ポセイドン・アドベンチャー（テレビ朝日／吹替補完版）
- 真夜中のサバナ
- ミート・ザ・ペアレンツ
- ミート・ザ・ペアレンツ2
- 未知との遭遇（テレビ朝日新版、ソフト版）
- ヤング・シャーロック/ピラミッドの謎（テレビ朝日版）
- ユーロトリップ
- 許されざる者（ソフト版）
- ライアンの娘
- ライトスタッフ
- ラストエンペラー
- ローリング・サンダー
- JFK（ソフト版、テレビ朝日版）
- 007 シリーズ
  - 007/死ぬのは奴らだ（ソフト版）
  - 007/黄金銃を持つ男（ソフト版）
  - 007/私を愛したスパイ（ソフト版）
  - 007/ムーンレイカー（ソフト版）
  - 007/ユア・アイズ・オンリー（ソフト版）
  - 007/オクトパシー（ソフト版）
  - 007/美しき獲物たち（ソフト版）
  - 007/リビング・デイライツ（テレビ朝日版）
  - 007/消されたライセンス（テレビ朝日版）
  - 007/ゴールデンアイ（ソフト版、テレビ朝日版）
  - 007/トゥモロー・ネバー・ダイ（ソフト版）
  - 007/ワールド・イズ・ノット・イナフ（ソフト版、テレビ朝日版）
- IN DREAMS/殺意の森（DVD版）

#### テレビドラマ
- 宇宙大作戦 ※途中から（第2、第3シーズン）
- グッド・ワイフ
- ザ・ソプラノズ 哀愁のマフィア
- シカゴ・ホープ
- 新スーパーマン
- SCORPION/スコーピオン
- ボルジア家 愛と欲望の教皇一族
- X-ファイル（テレビ朝日版）
- 狼女の香り

### テレビアニメ
1972年
- マジンガーZ ※途中から

1982年
- トンデラハウスの大冒険

1983年
- パソコントラベル探偵団

1984年
- 北斗の拳

1987年
- 北斗の拳2
- 魔龍戦紀 ※第1話

### 劇場アニメ
1986年
- 世紀末救世主伝説 北斗の拳

1990年
- しろくまくん、どこへ? ※音楽ディレクター